# Josef-Maria Jauch
Josef-Maria Jauch (* 20. September 1914 in Luzern; † 30. August 1974 in Genf) war ein Schweizer theoretischer Physiker.
Jauch studierte Mathematik und Physik an der ETH Zürich, wo er 1938 sein Diplom machte. Im Sommersemester 1940 war er Assistent von Wolfgang Pauli. 1940 promovierte er an der University of Minnesota bei Edward Lee Hill (On Contact Transformations and Group Theory in Quantum Mechanical Problems). In seiner Dissertation behandelte er als Erster dynamische Symmetriegruppen in der Quantenmechanik (unter anderem SU(3)). Nach der Promotion ging er wieder an die ETH als Assistent von Gregor Wentzel, ging aber 1942 wieder in die USA.
Von 1943 bis 1945 war er Assistant Professor an der Princeton University und ab 1946 zunächst als Assistant Professor und dann bis 1959 Professor an der University of Iowa. Jauch war Anfang der 1950er Jahre am CERN (Europäischen Organisation für Kernforschung) in Genf und er ging ein Jahrzehnt später zurück. Ab 1960 war er Professor für theoretische Physik an der Universität Genf, wo er bis 1974 die Abteilung theoretische Physik leitete. Er befasste sich unter anderem mit den (mathematischen) Grundlagen der Quantenmechanik. Bekannt ist er für sein Buch Foundations of Quantum Mechanics und sein Lehrbuch der Quantenelektrodynamik mit Fritz Rohrlich.
Jauch war Mitbegründer der Europäischen Physikalischen Gesellschaft. 1962 bis zu seinem Tod war er Mitglied des Forschungsrats des Schweizerischen Nationalfonds.
Er war zweimal verheiratet. Zu seinen Doktoranden gehören Gérard Emch, Constantin Piron und Kenneth Watson. 1946 erhielt er die US-Staatsbürgerschaft.

## Schriften
- J. M. Jauch, F. Rohrlich: The Theory of Photons and Electrons. Springer Berlin Heidelberg, Berlin, Heidelberg 1976, ISBN 978-3-642-80953-8, doi:10.1007/978-3-642-80951-4 (englisch).
- Die Wirklichkeit der Quanten: ein zeitgenössischer galileischer Dialog. Hanser, München 1973.
- Josef M. Jauch: Foundations of Quantum Mechanics (= Addison-Wesley Series in Advanced Physics). Addison-Wesley Pub. Co., 1968 (englisch, archive.org).